# Гаон, Нисим
Ниси́м Гао́н (также Нессим Гаон, англ. Nessim Gaon, араб. نسيم جاعون‎; 22 февраля 1922, Хартум, Англо-Египетский Судан — 10 мая 2022, Женева) — швейцарский финансист, создатель и владелец компании Но́га (Noga). Нессим Гаон известен скандальным судебным разбирательством между Россией и швейцарской фирмой «Noga», которое тянулось более 15 лет.

## Биография
Родился в семье евреев-сефардов. Во время Второй мировой войны был разведчиком в британской армии, дослужился до капитана. История его семьи переплетается с историей Средиземноморья — предки Нессима Гаона жили в Испании, Италии и Османской империи.
В 1957 г. Гаон переехал в Швейцарию (получил гражданство в 1969 г.), где основал компанию Campaigne Noga D’importation et D’Exportation. Владельцами компании, кроме самого Гаона, стали Давид Гаон (сын Нессима Гаона) и Жоэль Герцог (зять Нессима Гаона и сын 6-го президента Израиля Хаима Герцога). Отделения компании были открыты в различных странах мира, в том числе в Бразилии, Великобритании, Венгрии, Испании, Польше, Португалии, США, Франции. Бизнес процветал — он торговал с Суданом, Китаем, Россией, Аргентиной.
В конце 1980-х Нессим Гаон не без содействия советского правительства вложил средства в производство томатов в Крыму (расплачиваться с Гаоном предполагалось выращенной продукцией), но миллионные инвестиции не оправдали себя.
В 1989 г. Гаон устроил и профинансировал встречу будущих членов правительства РСФСР с деловыми и правительственными кругами США в Вашингтоне.
В Нигерии в годы правления Сани Абачи Гаон проворачивает весьма выгодные финансовые операции. Параллельно его компания начинает заниматься недвижимостью. В Женеве она объединяется с компанией Hilton и строит 5-звездный отель на набережной Монблан. Этот отель, названный Noga Hilton, становится фамильной резиденцией. Позже отели с таким же названием появляются в Каннах и в Абудже (Нигерия).
Специализацией Гаона была торговля с коррумпированными режимами стран третьего мира. Занимался экспортом хлопка из Судана и Египта.
За пределами делового мира он занимал очень видное место в еврейских общественных организациях, действуя в качестве президента Всемирной сефардской федерации с 1971 года. Он был также вице-президентом Всемирного еврейского конгресса и председателем совета губернаторов Университета Бен-Гуриона в Негеве в Израиле.
Нессим Гаон гордился тем, что он еврей. Иудейская община Женевы, где он строил первую сефардскую синагогу, и израильские благотворительные общества пользовались его пожертвованиями. Он дружил с бывшим премьер-министром Менахемом Бегином. Нессим Гаон утверждал, что он способствовал сближению в конце 70-х годов между Бегином и президентом Садатом, которое привело к заключению мира между Израилем и Египтом. В конец концов его старшая дочь Маргарита вышла замуж за Жоэля Герцога, сына Хаима Герцога — бывшего израильского президента.
Финансовые неприятности для семьи Гаонов начинаются в 1990-е годы. Сначала они настигают её в Аргентине, где компания Granadex, которой руководит его сын Давид, испытывает на себе тяжелые удары экономического кризиса. В 1991 году начинается знаменитая российская история. В Москве Noga подписывает контракт о поставках товаров народного потребления в обмен на нефть. Товары поставляются, но российская сторона внезапно прекращает платежи. Позже Москва обвинит компанию Noga в завышении цены на поставленные товары. Это обвинение отвергается несколькими арбитражными судами, которые выносят решения в пользу Нессима Гаона. Поскольку на кону оказываются внушительные суммы, компания оказывается не в состоянии сопротивляться. Отели Noga Hilton были проданы.
В марте 2006 года долги Noga перед французскими банками в размере $70 млн выкупил американский бизнесмен российского происхождения Александр Коган.
Умер Н. Гаон 10 мая 2022 года.